# Brice Petit
Pour les articles homonymes, voir Petit.
Brice Petit, né le 14 août 1976, est un pilote de char à voile français, disputant les courses de Classe 5.

## Carrière
Brice Petit remporte aux Championnats du monde de char à voile la médaille d'or en 1998 et 2002, la médaille d'argent en 2000, en 2012 et en 2014 et la médaille de bronze en 2018.
Aux Championnats d'Europe, il est médaillé d'or en 1998, 1999 et 2017, médaillé d'argent en 2000 et 2001 et médaillé de bronze en 1996, 2013, 2015, 2018 et 2019.